# پرادلو
پرادلو (به چکی: Prádlo) یک منطقهٔ مسکونی در جمهوری چک است که در ناحیه پلزن-جنوبی واقع شده‌است. پرادلو ۸٫۳ کیلومتر مربع مساحت و ۲۱۱ نفر جمعیت دارد و ۴۵۲ متر بالاتر از سطح دریا واقع شده‌است.